# Палеохори (Урумлък)
Вижте пояснителната страница за други населени места с името Палеохори.
Палеохори (на гръцки: Παλαιοχώρι, катаревуса Παλαιοχώριον, Палеохорион, в превод Старо село) е бивше село в Република Гърция, дем Александрия, област Централна Македония, днес квартал на Ляновери.

## География
Палеохори е разположено в областта Урумлък (Румлуки) на южния бряг на Ениджевардарското езеро между паланката Гида (днес Александрия) на запад и село Ляновери на изток.

## История

### В Османската империя
В XIX век Палеохори е гръцко село в Солунска каза на Османската империя. Александър Синве („Les Grecs de l’Empire Ottoman. Etude Statistique et Ethnographique“) в 1878 година пише, че в Палеохори (Paléo-khori), Камбанийска епархия, живеят 288 гърци. В 1900 година според Васил Кънчов („Македония. Етнография и статистика“) в Палихоръ живеят 370 гърци християни. По данни на секретаря на Българската екзархия Димитър Мишев („La Macédoine et sa Population Chrétienne“) в 1905 година в Палихор (Palihor) живеят 300 гърци и работи гръцко училище.
Според доклад на Димитриос Сарос от 1906 година Палеохори (Παλαιοχώρι) е елиногласно село в Кулакийската епископия с 253 жители с гръцко съзнание. В селото работи начално гръцко смесено училище с 25 ученици (25 мъже) и 1 учител.

### В Гърция
През Балканската война в 1912 година в селото влизат гръцки части и след Междусъюзническата в 1913 година Палеохори остава в Гърция.
В „Етнография на Македония“, издадена в 1924 година, Густав Вайганд описва Палеохори като гръцко село на българо-гръцката езикова граница:
| „ | Започвайки от североизток, за граница служи Вардар от неговото устие до вливането на Караасмак, след това новопостроеният, а не старият селски път почни наблизо до Верея (Бер) до селата Микрош и Туркохори, едното има смесено население от българи и гърци, след това, следвайки железопътната линия, стига до Няуста (Негуш), която въпреки че е български град, е напът да бъде гърцизирана, защото голяма част от жителите му говорят в семейството си гръцки. Селата Тарман и Ая Марина са български. Гръцките гранични села следователно са Плати, Палйохори, чиито жители са дошли от Кулакия, Гида, Ресна, Пископи (също известен брой български семейства), Кавашла, Ставрос, Микрос или Микровутци, Туркохори (българи и гърци), Яворница, Рупен, Няуста. | “ |

След Първата световна война в 1922 година в селото са заселени гърци бежанци. В 1928 година Палеохори е смесено местно-бежанско селище с 18 бежански семейства и 75 жители бежанци. С указ от 5 декември 1946 година Палиохори е откъснато от община Гида и заедно с Ляновери образува самостоятелна община (кинотита) Ляновери. Селото не фигурира като самостоятелно селище след преброяването от 1961 година и е слято с Ляновери.

## Личности
Родени в Палеохори
- Василиос Геропулос или Викацис (Βασίλειος Γερόπουλος ή Βικάτσης), гръцки андартски деец, четник при Василиос Ставропулос, Христос Прандунас, Георгиос Франгакос и Стерьос Даутис (Перифанос)[8]